# Hà Nhuận Đông
Hà Nhuận Đông (tiếng Trung: 何潤東, tiếng Anh: Peter Ho Yun-Tung; sinh ngày 13 tháng 9 năm 1975) là một nam ca sĩ, diễn viên, người mẫu người Mỹ gốc Hoa.

## Tiểu sử và Sự nghiệp
Sinh ra và lớn lên tại Mỹ, bố mẹ anh là người gốc Hồng Kông, lúc còn đi học Hà Nhuận Đông rất mê thể thao và ước mơ trở thành cầu thủ bóng rổ. Anh từng là một thành viên xuất sắc trong đội bóng của trường. Học xong trường Mỹ thuật Ontario tại Canada, Hà Nhuận Đông xin về Hồng Kông lập nghiệp. Tình cờ, một công ty đĩa hát đã phát hiện ra năng khiếu của anh, vậy là vận động viên bóng rổ tương lai rẽ vào con đường âm nhạc. Với giọng hát ấm áp, truyền cảm cùng ngoại hình đẹp, anh nhanh chóng trở thành một ca sĩ được giới trẻ yêu thích.
Hà Nhuận Đông đến với điện ảnh năm 1994 trong bộ phim đầu tiên Lương Chúc. Năm 1999, anh được đề cử giải Nam diễn viên chính xuất sắc tại LHP Kim Mã với vai diễn trong phim Lời nói thật lòng, đóng cùng Phạm Văn Phương. Tuy nhiên, phải đợi đến năm 2000, với vai La Tiểu Hổ Trong bộ phim truyền hình Ngọa hổ tàng long, anh mới được đông đảo khán giả biết đến.
Năm 2002, anh cùng Triệu Văn Trác tham gia bộ phim Phong Vân I: Hùng Bá Thiên Hạ, anh đóng vai nhân vật Bộ Kinh Vân.
Năm 2003, anh tham gia bộ phim hành động thể loại tokusatsu của Nhật Bản Kamen Rider 555: Paradise Lost, và là người ngoại quốc đầu tiên đóng vai một Kamen Rider trong lịch sử của dòng phim này.
Năm 2007, tên tuổi của anh vụt sáng lên hàng ngôi sao hạng A với vai diễn Lương Sơn Bá trong phim truyền hình "Lương Sơn Bá - Chúc Anh Đài"
Tại Thế vận hội Mùa hè 2008 ở Trung Quốc có bài hát mang tên Bắc Kinh đón chào bạn (tiếng Trung Quốc: 北京歡迎你, giản thể: 北京欢迎你, Bính âm: Beijing huanying ni, Hán Việt: Bắc Kinh hoan nghênh nhĩ, tiếng Anh: Beijing Welcomes You) được phát hành. Đây là bài hát nhân dịp đếm ngược 100 ngày đến Olympic của Thế vận hội Mùa hè 2008 tổ chức tại Bắc Kinh. Bài hát được trình bày bởi 100 ca sĩ nổi tiếng đến từ các nước Trung Quốc, Đài Loan, Hồng Kông, Hàn Quốc, Nhật Bản, Mông Cổ và Singapore. Hà Nhuận Đông là một trong số 100 ca sĩ trình bày bài hát đó. Video của bài hát chiếu những nơi nổi tiếng ở khắp khu vực Bắc Kinh.
Vào năm 2010, anh tiếp tục ghi dấu ấn khi vào vai Lữ Bố trong bom tấn truyền hình Tân Tam Quốc Diễn Nghĩa và vai Hạng Vũ trong Hán Sở Truyền Kỳ 2012.
Từ năm 2000 đến nay, anh tham gia rất nhiều phim, chủ yếu là phim truyền hình dài tập.
Cùng với Tô Hữu Bằng, Lâm Chí Dĩnh... tên tuổi của Hà Nhuận Đông luôn là bảo chứng doanh thu cho những tác phẩm mà anh tham gia. Không chỉ là một diễn viên, ca sĩ, anh còn là một người mẫu sáng giá được các nhà tạo mẫu ưa chuộng.
Nói về mong ước của mình, anh cho biết: "Từ nhỏ, tôi đã sớm bộc lộ năng khiếu hội họa nhưng do gia đình không có ai hoạt động trong lĩnh vực nghệ thuật, cộng thêm cha mẹ đặt kỳ vọng sau này tôi sẽ trở thành một bác sĩ giỏi nên tôi phải tạm gác lại ước mơ. Đến năm chuẩn bị thi tốt nghiệp, tôi lại quyết tâm theo đuổi mỹ thuật. Tôi tự mày mò học. Năm đầu, có khoảng 300 thí sinh thi nhưng hơn 200 người bị loại, trong đó có tôi. Năm thứ hai, tôi thi đỗ với số điểm được xếp hạng 3. Tôi còn mê chụp ảnh. Không chỉ thường xuyên ghi lại những phong cảnh đẹp ở nơi tôi đi làm phim mà còn làm phó nháy cho rất nhiều bạn diễn. Tôi không biết chút gì về diễn xuất nhưng bằng sự cố gắng và nỗ lực của bản thân, tôi đã tạo được một phong cách riêng. Tôi là một người có tham vọng. Tôi hy vọng một ngày nào đó mình sẽ trở thành đạo diễn".

## Phim truyền hình
| Năm  | Tiêu đề phim                          | Vai diễn                |
| ---- | ------------------------------------- | ----------------------- |
| 2001 | Ngọa hổ tàng long                     | La Tiểu Hổ              |
| 2001 | Kỳ tích                               | Triệu Thành Chân        |
| 2002 | Phong vân I: Hùng bá thiên hạ         | Bộ Kinh Vân             |
| 2002 | Ngọc quan âm                          | Mao Kiệt                |
| 2003 | Hương vị mùa hè                       | Peter                   |
| 2003 | Tình trong biển tình                  | Lê Diệu Tường           |
| 2003 | Ánh sao trong băng giá                | Peter                   |
| 2003 | Thập bát la hán                       | Huệ Hải                 |
| 2003 | Tứ đại danh bổ                        | Truy Mệnh               |
| 2003 | Ánh sáng tình yêu                     |                         |
| 2003 | Kamen Rider 555                       | Leo / Kamen Rider Psyga |
| 2003 | Hựu kiến quất hoa hương               |                         |
| 2004 | Phong vân II                          | Bộ Kinh Vân             |
| 2004 | Kinh Kha truyền kỳ                    | Cao Tiệm Ly             |
| 2004 | Tần vương Lý Thế Dân                  | Đường Thái Tông         |
| 2005 | Chuyện tình ngôi nhà trắng            | Doãn Đồng               |
| 2005 | Điệp khúc nửa đêm                     | Tống Đan Bình           |
| 2005 | Trung Hoa đệ nhất bếp                 | A Phi                   |
| 2005 | Đổi đời                               |                         |
| 2005 | Thần long đệ nhất đao                 |                         |
| 2005 | Trung Hoa anh hùng                    | Hoa Anh Hùng            |
| 2005 | Võ đường                              | Giang Bằng              |
| 2005 | Bóng bàn                              | Lâm Vân                 |
| 2006 | Paris - Vương vấn một cuộc tình       | Tề Tường                |
| 2006 | Đại hiệp mù                           | Nam Cung Tấn            |
| 2007 | Thiếu niên Dương gia tướng            | Dương Tứ Lang           |
| 2007 | Sóng gió ở Thượng Hải                 | Cao Phi                 |
| 2007 | Tinh võ anh hùng                      | Địch Phong              |
| 2007 | Lục Tiểu Phụng                        | Tây Môn Xuy Tuyết       |
| 2007 | Lương Sơn Bá — Chúc Anh Đài 2007      | Lương Sơn Bá            |
| 2010 | Cô chủ nhỏ xinh đẹp của tôi           | Đại Hùng                |
| 2010 | Tân Tam Quốc                          | Lã Bố                   |
| 2010 | Mỹ nữ như mây                         | Trác Nguyên             |
| 2010 | Bong bóng mùa hè                      | Âu Thần                 |
| 2011 | Nếu thật lòng xin nhấn chuông lần nữa | Nhậm Gia Khải           |
| 2012 | Hán Sở truyền kỳ                      | Hạng Vũ                 |
| 2013 | Cuộc sống tươi đẹp                    | Chương Hắc Phàm         |
| 2014 | Tây Du Ký - Đại náo thiên cung        | Nhị lang thần           |
| 2014 | Lạc Tuấn Khải                         | Lạc Tuấn Khải           |
| 2015 | Phù dung cẩm                          | Cao Trọng Kỳ            |
| 2015 | Mã thượng thiên hạ                    | Trần Tam Xuyên          |
| 2015 | Bí mật mỹ lệ                          | Quan Nghị               |
| 2016 | Lan Lăng Vương Phi                    | Ngô Minh Triệt          |
| 2016 | Mật mã Tây Tạng                       | Trác Mộc Cường Ba       |
| 2017 | Nãi ba đương gia                      | Hà Vũ Văn               |
| 2017 | Huyền vũ                              | Lee Henry               |
| 2017 | Năm ấy hoa nở trăng vừa tròn          | Ngô Sính                |
| 2017 | Hoa tàn hoa bay hoa đầy trời          | Hoa Mãn Thiên           |
| 2018 | Tuổi nổi loạn                         | Cao Nghị                |
| 2019 | Bỉ Ngạn hoa                           | Hanson                  |
| 2019 | Giữa thanh xuân - Fighting Youth      | Ôn Triết                |

### Diễn viên kiêm Nhà sản xuất
- Bong bóng mùa hè (FTV, 2010)
- Age of Rebellion - Tuổi nổi loạn (TVBS, 2018)
- On Marriage (2021)
- Who's by your side (HBO GO, 2021)

### Nhạc phim
- 2007: Song phi - OST Lương Sơn Bá — Chúc Anh Đài 2007
- 2003: Zai Xing - OST Starry Starry Night
- 2001: Ming Tian Shi Zui Hou Yi Tian - OST Ngọa hổ tàng long
- 1999: Mei You Wo Ni Shen Me Ban - OST Legend of Dagger Li

## Phim điện ảnh
- Double World (2020) - Hành Trình
- The Game Changer (2017) - Quy tắc trò chơi
- Sword Master (2016) - Thần kiếm
- The Monkey King (2013) - Tây Du Ký: Đại náo Thiên Cung
- My Belle Boss (2010) - Cô chủ xinh đẹp của tôi
- Sophia's Revenge (2020) - Mỹ nhân đại chiến
- My DNA Says I Love You (2007)
- One Missed Call 2 (2005)
- Secret Pursuit (2003)
- Kamen Rider 555: Paradise Lost (2003)
- Dark War (2001)
- T.R.Y.
- Happiness
- Born to be King (2000)
- When I Fall in Love...With Both (2000)
- Deja Vu (1999)
- The Truth About Jane and Sam (1999)
- The Lovers (1994)